# Boulder City (Nevada)
Boulder City város az USA Nevada államában, Clark megyében. Lakosainak száma 14 885 fő (2020. április 1.).

## Népesség
A település népességének változása:

| 2010 | 15 023 |
| 2020 | 14 885 |